# نكستر ارافيس
ارافيس (بالإنجليزية: Aravis)‏، هي مركبة تنقل مشاة متقدمة والتي بنتها شركة نكستر. في أبريل 2009، وضعت القوات البرية الفرنسية أمر لشراء 15 مركبة ارافيس لاستخدامها من قبل الجيش الفرنسي بمثابة مركبات استطلاع ومركبات مرافقة لوحدات الهندسة العسكرية. بدأ التسليم الأولي في يناير عام 2010.

## المشغلين

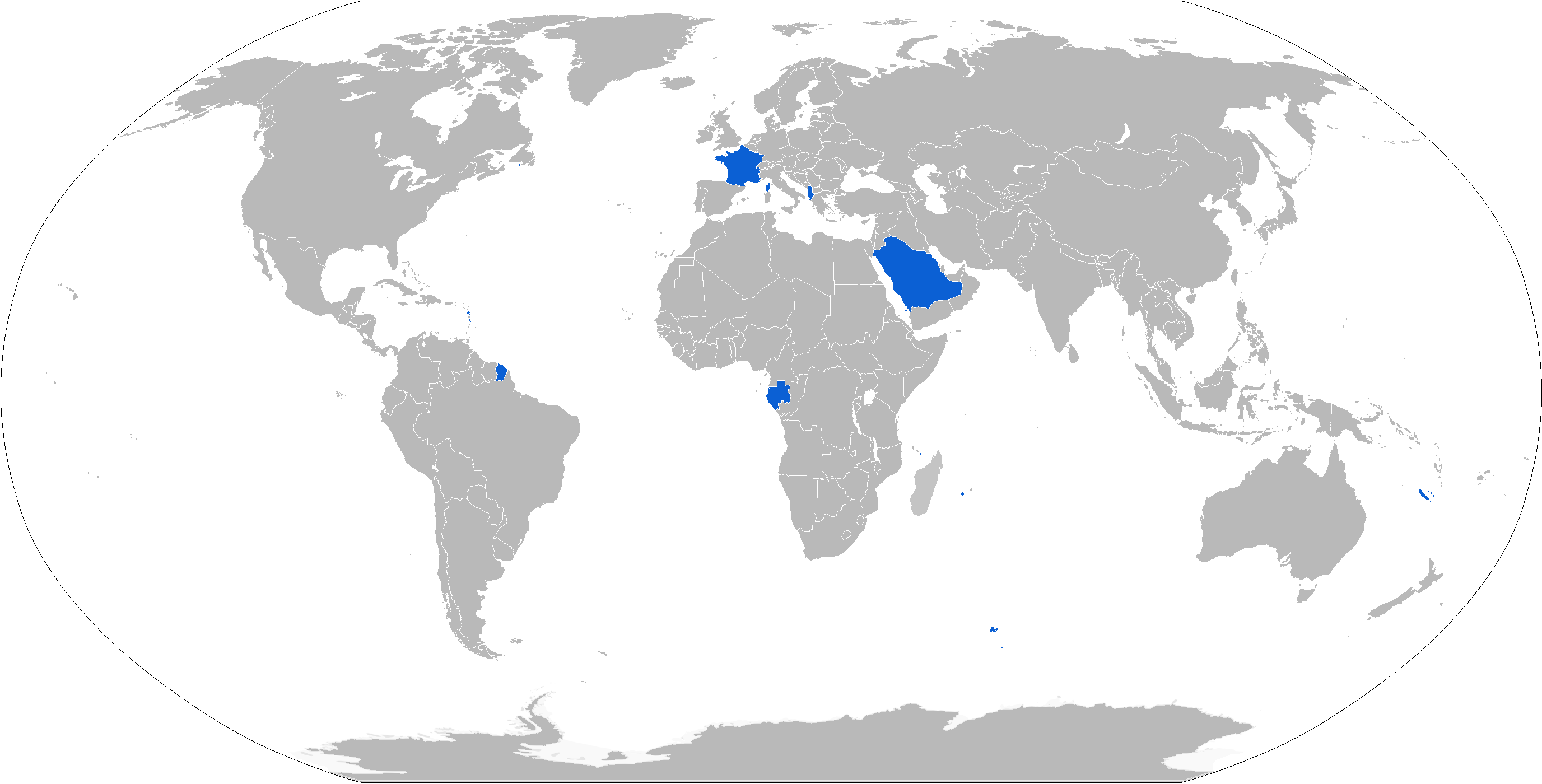
خريطة مع مشغلي ارافيس باللون الزرقاء

### المشغلين الحاليين
- الجيش الألباني - كتيبة العمليات الخاصة ستكون المشغل الرئيسي ومن المقرر التخطيط لزيادة الانتشار في سلاح البر الألبانية.
- القوات البرية الفرنسية - 15 تحت الطلب.[1] وفي عام 2010، نشر الجيش الفرنسي 11 ارافيس في أفغانستان .[2]
- جيش الجابون - 12 تحت الطلب.[3]
- القوات البرية الملكية السعودية - 100-200 وقع لشراء 100-200 ارافيس في أواخر عام 2011.[4]

## وصلات خارجية
- Aravis Technical data sheet - specifications - pictures